# Hans W. Rohde
Hans Wichmann Rohde, född 20 september 1890 i Kristiansand, död 21 november 1961 i Bergen, var en norsk arkitekt.
Rohde blev student 1908 och studerade därefter vid Technicum i Lübeck 1909–1912 samt vid tekniska högskolorna i München och Berlin och Kunstgewerbeschule i Düsseldorf 1914. Han innehade olika assistenttjänster i in- och utlandet 1913–1930, bedrev egen arkitektverksamhet i Bergen 1930–1940, var distriktsarkitekt i Møre og Romsdal fylke 1940–1946 och statens distriktsarkitekt för Vestlandet från 1946. 
Rohde vann flera priser i arkitekttävlingar, bland annat om bostäder i Stavanger. Han utförde restaurering av Korskirken och Nykirken i Bergen, bankbyggnader i Volda och Os samt villor i Bergen och Fana. Han var ordförande i Bergens arkitektforening 1935–1939, medlem av Norske Arkitekters landsforbunds styrelse 1939–1940 och 1945, av Bergens Kunsthåndverksskoles styrelse 1938–1940 och av Fana byggnadsråd 1938–1940.